# Palmodes lissus
Palmodes lissus är en biart som beskrevs av Richard Mitchell Bohart och Menke 1961. Palmodes lissus ingår i släktet Palmodes och familjen grävsteklar. Inga underarter finns listade i Catalogue of Life.